# Асанов, Айтжан
Айтжан Асанов (1903 год, аул № 4, Иргизский район, Тургайская область— 1958 год, Новороссийский район, Актюбинская область) — Скотник мясного совхоза «Кудуксайский» Министерства совхозов СССР Новороссийского района Актюбинской области, Казахская ССР. Герой Социалистического Труда (1948).

## Биография
Айтжан Асанов родился в 1903 году в ауле № 4 Иргизского уезда Тургайской области (современный Иргизский район Актюбинской области Казахстана). По национальности казах. 
Получив начальное образование, с юных лет батрачил у зажиточных односельчан.  
Становление совхозной системы в Казахской АССР дало возможность Асанову заняться трудовой деятельностью. Он одним из первых вступил в сельскохозяйственную артель.  
В 1933 году начал работать скотником-гуртоправом в совхозе «Копинский» (Новороссийский район, Актюбинская область). Совхоз активно развивался, распахивая ранее нетронутые земли и создавая животноводческие фермы. Асанов внёс значительный вклад в становление хозяйства.  
В 1944 году он перешёл на работу в совхоз «Кудуксайский» Новороссийского района, где продолжил трудиться, стремясь повышать продуктивность животноводства.  
Благодаря строгому соблюдению рекомендаций ветеринаров и зоотехников, а также перенятию опыта коллег, Асанов достиг выдающихся результатов. В 1947 году он добился рекордных показателей: от 225 голов нагульного скота было получено по 1450 граммов суточного привеса в среднем на одну голову.  
За высокие достижения в животноводстве в 1947 году Айтжан Асанов был удостоен звания Героя Социалистического Труда Указом Президиума Верховного Совета СССР от 23 июля 1948 года. Он был награждён орденом Ленина и золотой медалью «Серп и Молот». Этим же указом высокого звания был удостоен ещё один совхозный скотник Халилул Кенжалин. 
Асанов продолжал работать в «Кудуксайском» совхозе, делясь опытом с молодыми животноводами. Жил в Новороссийском (ныне Хромтауском) районе Актюбинской области.  
Скончался в 1958 году.  

### Награды
Указом Президиума Верховного Совета СССР от 23 июля 1948 года «за получение высокой продуктивности животноводства в 1947 году при выполнении совхозом плана сдачи государству продуктов животноводства и полеводства и выполнении государственного плана развития животноводства по всем видам скота» удостоен звания Героя Социалистического Труда с вручением ордена Ленина и золотой медали «Серп и Молот».
6 июня 1945 года награждён медалью «За доблестный труд в Великой Отечественной войне 1941-1945 гг..».

### Память
Совместным решением маслихата Хромтауского района Актюбинской области от 7 августа 2012 года № 51 и постановлением акимата Хромтауского района Актюбинской области от 7 августа 2012 года № 247 улице в городе Хромтау было присвоено наименование «Айтжана Асанова».  